# GeoEasy
A GeoEasy (kiejtés: GeoGizi) egy geodéziai méréseket feldolgozó programcsomag, mely több kiegészítő modullal bővíthető. A GeoEasy Linux és minden Windows operációs rendszeren is használható. 2017. október 28-tól nyílt forráskódúvá vált és a GPL 2 licenc vonatkozik rá. Számos input és output formátumot támogat a program (pl. DXF,  KML), ezeken keresztül a feldolgozási láncba könnyen beilleszthető a program. A forráskód letölthető a 
https://github.com/zsiki/GeoEasy oldalról.
A program egy moduljával a számítógép soros vonalán keresztül kommunikálhatunk a különböző típusú mérőállomásokkal, a műszerekkel rögzített mérési jegyzőkönyv fájlokat képes betölteni (pl. rw5,  are, job, sdr, gsi stb.).
Az alap geodéziai számítások:
- irányszög és távolság
- tájékozás
- pontkapcsolások (poláris pont, előmetszés, hátrametszés, ívmetszés)
- sokszögelés, sokszögelési csomópont
- trigonometriai magasság számítás
- magassági vonal, magassági csomópont
- kitűzési méretek (poláris és derékszögű)
- koordináta transzformáció (Helmert, affin, polinom)
- területszámítás

mellett a bővítő modulok segítségével további geodéziai feladatok megoldására alkalmas.
Bővítő modulok
- Domborzat modellezés (TIN és GRID domborzatmodellek levezetése, szintvonal szerkesztés, földtömeg számítás)
- Hálózat kiegyenlítés (beillesztett és szabad magassági, vízszintes és 3D-s hálózatok)
- Regresszió számítás (kiegyenlítő egyenes, sík, kör, gömb illesztés)

1. ↑  GeoEasy. digikom.hu. (Hozzáférés: 2017. december 13.)

[./Http://github.com/zsiki/GeoEasy http://gihub.com/zsiki/GeoEasy]
https://ojs.cvut.cz/ojs/index.php/gi/article/view/gi.17.2.1